# Irã nos Jogos Olímpicos de Verão de 1948
Irã participou dos Jogos Olímpicos de Verão de 1948, que foram realizados na cidade de Londres, no Reino Unido, de 29 de julho até 14 de agosto de 1948.